# Pylaisia complanatula
Pylaisia complanatula là một loài Rêu trong họ Hypnaceae. Loài này được Müll. Hal. mô tả khoa học đầu tiên năm 1897.